# Hyoséride rayonnante
Hyoseris radiata
Espèce
Classification APG III (2009)
La Hyoséride rayonnante (Hyoseris radiata), parfois appelée Chicorée rayonnante ou Chicorée de porc, est une espèce de plante à fleurs du genre Cichorioideae et de la famille des Asteraceae originaire de la région méditerranéenne.

## Description
C'est une plante herbacée persistante.
Les feuilles sont toutes à la base et ressemblent à celles du pissenlit : elles sont découpées en lobes triangulaires dirigés vers la base de la feuille. Elles sont glabres ou cilées, ou encore velues sous la nervure principale. Les fleurs sont toutes ligulées. Les fruits, terminés par des soies inégales, sont de deux sortes : certains sont bordés de deux ailes, d'autres non.

## Habitat et répartition
On retrouve cette espèce sur des pelouses rocailleuses à proximité du littoral méditerranéen et dans le Morbihan.